# Cristián Zapata
Cristián Eduardo Zapata Valencia (Padilla, 30 settembre 1986) è un calciatore colombiano, difensore attualmente svincolato.

## Biografia
È cugino di Duván Zapata, anche lui calciatore.

## Caratteristiche tecniche
Zapata è un difensore centrale dotato di buona velocità e forza fisica. Abile anche nel gioco aereo, pecca per continuità a causa di cali di concentrazione. In un'intervista del 2016 ha affermato che quando è concentrato non ce n'è per nessuno. Riesce a destreggiarsi anche come terzino destro.

## Carriera

### Club

#### Deportivo Cali
Zapata muove i suoi primi passi da calciatore nelle giovanili del Deportivo Cali, squadra con la quale è approdato nelle selezioni giovanili della nazionale colombiana.
Nel 2004 passa in prima squadra e disputa 15 partite in campionato, 2 nel torneo di Apertura e 13 in quello di Finalización. Nel campionato successivo le presenze con la maglia del Deportivo Cali sono invece 18, di cui 11 nella Copa Mustang I e 7 nella Copa Mustang II, alle quali si aggiungono altre 2 partite giocate contro l'Atlético Nacional nella fase preliminare della Coppa Sudamericana 2005.

#### Udinese
Nel 2005, all'età di 19 anni, viene notato ed acquistato dall'Udinese, che lo porta in Friuli per 500 000 euro circa. Debutta in serie A il 19 novembre 2005, in occasione della vittoria casalinga per 1-0 contro il Messina. Partita dopo partita, riesce a guadagnare sempre più frequentemente una maglia da titolare, formando insieme ad Aleksandar Lukovic e Felipe il trio di difensori della squadra bianconera. Segna la sua prima rete in Serie A il 21 dicembre seguente, nella gara contro la Sampdoria terminata sul punteggio di 2-0 per i friulani. Con la società bianconera esordisce anche nelle competizioni UEFA per club, nel match vinto per 3-0 contro il Lens del 15 febbraio 2006. In totale, in questa stagione, disputa 30 partite e mette a segno 1 gol.
Nell'annata seguente risulta essere un titolare fisso della squadra friulana, collezionando 36 presenze su 38 totali in campionato, subentrando solamente in una occasione dalla panchina, pur non segnando nessuna rete.
Nella stagione 2007-2008 esordisce nella 1ª giornata contro l'Inter, giocata il 26 agosto 2007 a San Siro e pareggiata per 1-1. Segna il suo primo ed unico gol stagionale, invece, il 30 settembre seguente, nella partita giocata allo Stadio Friuli e vinta per 2-1 contro il Parma. Termina questa annata con 27 partite giocate ed una rete.
La stagione seguente non inizia nel migliore dei modi per il difensore colombiano: nel giugno del 2008, infatti, gli viene diagnosticata una frattura del seno mascellare sinistro con spostamento di 6 millimetri e una frattura non scomposta dell'arcata zigomatica sinistra, causate da uno scontro di gioco durante la partita di qualificazione al Mondiale 2010 contro il Perù. Ritorna a giocare, dopo circa 6 mesi, il 18 gennaio 2009, nella gara persa dall'Udinese per 2-0 contro il Cagliari. In questa stagione Zapata mette a segno una rete, il 16 maggio seguente contro il Milan, partita che consegna matematicamente all'Inter il suo 17º scudetto.
Dopo 10 giornate della Serie A 2010-2011, Zapata si infortuna nuovamente, restando indisponibile per un periodo di circa 15 giorni. Il 16 novembre 2010 torna quindi ad allenarsi, ritrovando dopo più di un anno e mezzo il gol nel massimo campionato italiano, arrivato il 23 gennaio 2011 nel match casalingo contro l'Inter (3-1).
Nei suoi 6 anni ad Udine totalizza 194 presenze, di cui 168 in campionato, 16 in Coppa Italia e 10 in Coppa UEFA, segnando complessivamente 5 reti.

#### Villarreal
Il 12 luglio 2011 viene ceduto a titolo definitivo al Villarreal per 9 milioni di euro circa; il calciatore colombiano, invece, firma un contratto quinquennale fino al 30 giugno 2016. La sua avventura spagnola inizia il 17 agosto seguente, in occasione dello spareggio per l'accesso alla Champions League perso per 1-0 contro l'Odense. Il Villarreal riesce comunque a qualificarsi per la fase a gironi della competizione, battendo la squadra danese per 3-0 nella gara di ritorno.
In questa stagione viene schierato spesso dal primo minuto, collezionando in totale 36 presenze. Nonostante ciò, la società spagnola chiude la stagione al terz'ultimo posto, retrocendendo in Segunda División.

#### Milan

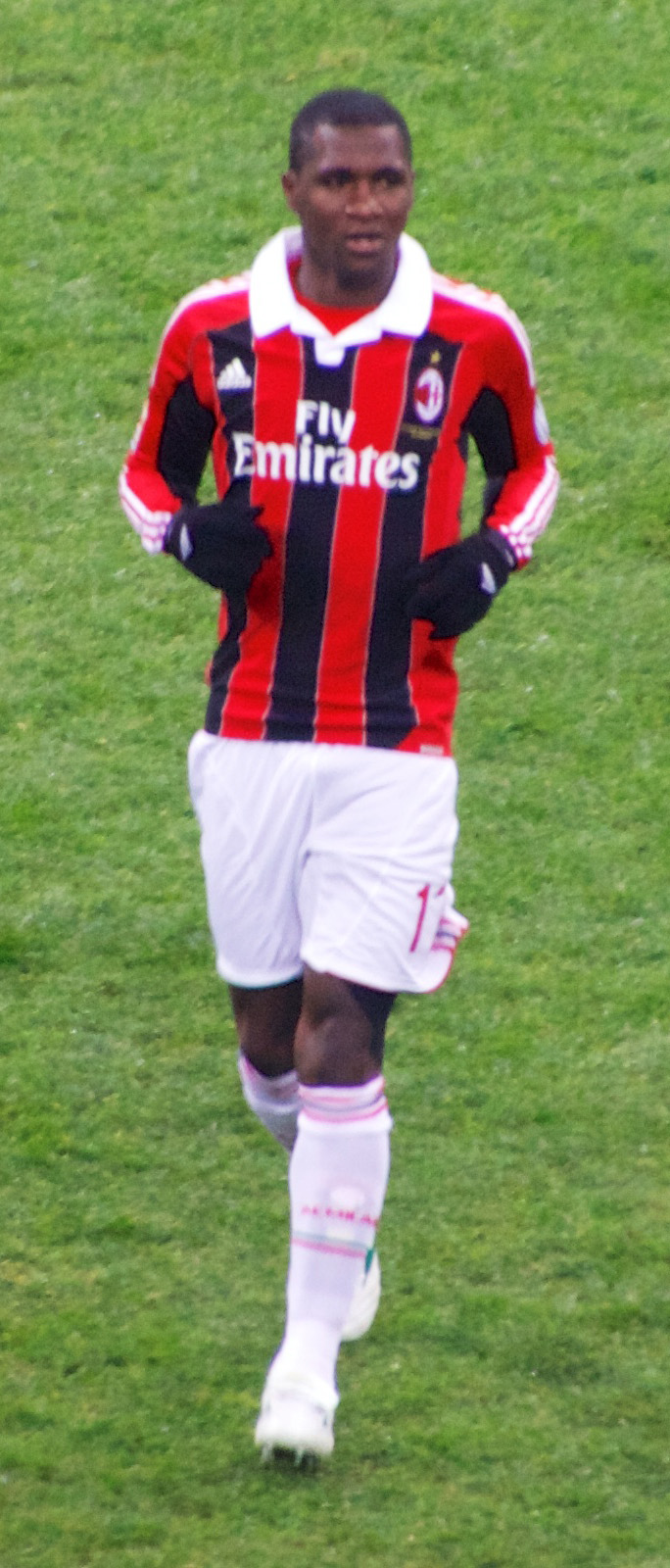
Zapata con la maglia del Milan nel 2013

L'8 agosto 2012 passa al Milan, con la formula del prestito oneroso (400.000 euro) con diritto di riscatto fissato a 6 milioni (pagabili in tre anni); il difensore colombiano, invece, sottoscrive un contratto da 1,5 milioni di euro a stagione e sceglie di indossare la maglia numero 17.
Fa il suo esordio con la squadra milanese il 23 settembre seguente, in occasione della partita persa per 2-1 in casa della sua ex squadra, l'Udinese, e in cui viene anche espulso per doppia ammonizione. Dopo 29 presenze totali (23 in Serie A, 1 in Coppa Italia e 5 in Champions League), viene riscattato dal Milan, con cui firma un contratto triennale fino al 30 giugno 2016.
Il 26 novembre 2013 segna la sua prima rete con la maglia del Milan, in occasione della partita esterna di Champions League vinta per 3-0 contro il Celtic, e il 16 dicembre seguente realizza anche il primo gol in Serie A della sua avventura in rossonero nel corso della gara della 16ª giornata, pareggiata per 2-2 in casa contro la Roma. Nella stagione 2014-2015 totalizza solo 13 presenze tra campionato e Coppa Italia.
Nel 2016 ha vinto una Supercoppa Italiana.
Il 15 aprile 2017 segna il gol del definitivo 2-2 al 97º nel derby di ritorno contro l'Inter.

#### Genoa
Scaduto il contratto con il Milan, il 2 luglio 2019 viene prelevato a parametro zero dal Genoa con un contratto biennale. Alla seconda giornata di campionato trova subito il gol, nella vittoria per 2-1 contro la Fiorentina. Il 19 luglio 2020, in occasione del successo per 2-1 contro il Lecce, raggiunge quota 324 nei massimi campionati europei, diventando il calciatore colombiano più presente in questi campionati, record che verrà poi superato da Juan Cuadrado.

#### San Lorenzo
Il 28 luglio 2021 firma per il San Lorenzo.

### Nazionale
Zapata disputa, nel 2003, 2 partite nel Mondiale Under-17 in Finlandia con l'Under-17 colombiana. Successivamente viene convocato per il Sudamericano Under-20, vinto dalla nazionale colombiana, e per il Mondiale Under-20 2005: los Cafeteros vincono il proprio girone e raggiungono gli ottavi di finale, dove vengono eliminati dall'Argentina di Messi, successiva vincitrice della competizione.
A partire dal 2007, invece, entra a far parte stabilmente della nazionale maggiore con cui esordisce il 12 settembre 2007 in occasione dell'amichevole vinta per 1-0 contro il Paraguay, subentrando ad Aquivaldo Mosquera nel corso del secondo tempo. Nel 2011 viene convocato dal CT Hernán Darío Gómez per la Coppa America svoltasi in Argentina, ma non viene impiegato in nessuna gara della competizione.
Viene convocato per la Copa América del 2015 e poi per quella del Centenario negli Stati Uniti. In entrambe le competizioni è titolare, ma in quest'ultima segna il suo primo gol con la maglia della nazionale, il 3 giugno 2016 nella gara inaugurale vinta per 2-0 ai danni degli stessi Stati Uniti.
Successivamente viene convocato ai Mondiali 2018 e alla Copa América 2019, in cui è riserva dei Cafeteros.

## Statistiche

### Presenze e reti nei club
Statistiche aggiornate al 28 dicembre 2023.
| Stagione                    | Squadra                     | Campionato                  | Campionato | Campionato | Coppe nazionali | Coppe nazionali | Coppe nazionali | Coppe continentali | Coppe continentali | Coppe continentali | Altre coppe | Altre coppe | Altre coppe | Totale | Totale |
| Stagione                    | Squadra                     | Comp                        | Pres       | Reti       | Comp            | Pres            | Reti            | Comp               | Pres               | Reti               | Comp        | Pres        | Reti        | Pres   | Reti   |
| --------------------------- | --------------------------- | --------------------------- | ---------- | ---------- | --------------- | --------------- | --------------- | ------------------ | ------------------ | ------------------ | ----------- | ----------- | ----------- | ------ | ------ |
| 2004                        | Deportivo Cali              | CM I+II                     | 2+13       | 0          | -               | -               | -               | -                  | -                  | -                  | -           | -           | -           | 15     | 0      |
| 2005                        | Deportivo Cali              | CM I+II                     | 11+7       | 0          | -               | -               | -               | CS                 | 2                  | 0                  | -           | -           | -           | 20     | 0      |
| Totale Deportivo Cali       | Totale Deportivo Cali       | Totale Deportivo Cali       | 33         | 0          |                 | -               | -               |                    | 2                  | 0                  |             | -           | -           | 35     | 0      |
| 2005-2006                   | Udinese                     | A                           | 21         | 1          | CI              | 5               | 0               | UCL+CU             | 0+4                | 0                  | -           | -           | -           | 30     | 1      |
| 2006-2007                   | Udinese                     | A                           | 36         | 0          | CI              | 2               | 0               | -                  | -                  | -                  | -           | -           | -           | 38     | 0      |
| 2007-2008                   | Udinese                     | A                           | 27         | 1          | CI              | 0               | 0               | -                  | -                  | -                  | -           | -           | -           | 27     | 1      |
| 2008-2009                   | Udinese                     | A                           | 18         | 1          | CI              | 2               | 0               | CU                 | 6                  | 0                  | -           | -           | -           | 26     | 1      |
| 2009-2010                   | Udinese                     | A                           | 31         | 0          | CI              | 4               | 0               | -                  | -                  | -                  | -           | -           | -           | 35     | 0      |
| 2010-2011                   | Udinese                     | A                           | 35         | 2          | CI              | 3               | 0               | -                  | -                  | -                  | -           | -           | -           | 38     | 2      |
| Totale Udinese              | Totale Udinese              | Totale Udinese              | 168        | 5          |                 | 16              | 0               |                    | 10                 | 0                  |             | -           | -           | 194    | 5      |
| 2011-2012                   | Villarreal                  | PD                          | 28         | 0          | CR              | 2               | 0               | UCL                | 6                  | 0                  | -           | -           | -           | 36     | 0      |
| 2012-2013                   | Milan                       | A                           | 23         | 0          | CI              | 1               | 0               | UCL                | 5                  | 0                  | -           | -           | -           | 29     | 0      |
| 2013-2014                   | Milan                       | A                           | 20         | 1          | CI              | 1               | 0               | UCL                | 8                  | 1                  | -           | -           | -           | 29     | 2      |
| 2014-2015                   | Milan                       | A                           | 12         | 0          | CI              | 1               | 0               | -                  | -                  | -                  | -           | -           | -           | 13     | 0      |
| 2015-2016                   | Milan                       | A                           | 16         | 1          | CI              | 5               | 0               | -                  | -                  | -                  | -           | -           | -           | 21     | 1      |
| 2016-2017                   | Milan                       | A                           | 15         | 1          | CI              | 1               | 0               | -                  | -                  | -                  | SI          | 0           | 0           | 16     | 1      |
| 2017-2018                   | Milan                       | A                           | 12         | 0          | CI              | 0               | 0               | UEL                | 8                  | 0                  | -           | -           | -           | 20     | 0      |
| 2018-2019                   | Milan                       | A                           | 13         | 0          | CI              | 1               | 0               | UEL                | 5                  | 1                  | SI          | 1           | 0           | 20     | 1      |
| Totale Milan                | Totale Milan                | Totale Milan                | 111        | 3          |                 | 10              | 0               |                    | 26                 | 2                  |             | 1           | 0           | 148    | 5      |
| 2019-2020                   | Genoa                       | A                           | 20         | 1          | CI              | 2               | 0               | -                  | -                  | -                  | -           | -           | -           | 22     | 1      |
| 2020-2021                   | Genoa                       | A                           | 12         | 0          | CI              | 1               | 0               | -                  | -                  | -                  | -           | -           | -           | 13     | 0      |
| Totale Genoa                | Totale Genoa                | Totale Genoa                | 32         | 1          | -               | 3               | 0               | -                  | -                  | -                  | -           | -           | -           | 35     | 1      |
| lug.-dic. 2021              | San Lorenzo                 | PD                          | 17         | 1          | CL              | 0               | 0               | -                  | -                  | -                  | -           | -           | -           | 17     | 1      |
| 2022                        | San Lorenzo                 | PD                          | 21         | 0          | CA + CLP        | 1+12            | 0+1             | -                  | -                  | -                  | -           | -           | -           | 34     | 1      |
| Totale San Lorenzo          | Totale San Lorenzo          | Totale San Lorenzo          | 38         | 1          | -               | 13              | 1               | -                  | -                  | -                  | -           | -           | -           | 51     | 2      |
| 2023                        | Atlético Nacional           | A                           | 27+11      | 0          | CC              | 5               | 0               | CL                 | 6                  | 1                  | SdC         | 2           | 0           | 51     | 1      |
| gen.-lug. 2024              | Vitória                     | A1/BA+A                     | 2+0        | 0+0        | CB              | 0               | 0               | -                  | -                  | -                  | CdN         | 4           | 0           | 6      | 0      |
| lug.-dic. 2024              | Atlético Bucaramanga        | A                           | 9          | 0          | CC              | 6               | 0               | -                  | -                  | -                  | -           | -           | -           | 15     | 0      |
| 2025                        | Atlético Bucaramanga        | A                           | 6          | 1          | CC              | 0               | 0               | CL                 | 1                  | 0                  | SL          | 1           | 0           | 8      | 1      |
| Totale Atletico Bucaramanga | Totale Atletico Bucaramanga | Totale Atletico Bucaramanga | 15         | 1          |                 | 6               | 0               |                    | 1                  | 0                  |             | 1           | 0           | 23     | 1      |
| Totale carriera             | Totale carriera             | Totale carriera             | 465        | 11         |                 | 55              | 1               |                    | 55                 | 3                  |             | 4           | 0           | 579    | 15     |

### Cronologia presenze e reti in nazionale
| Cronologia completa delle presenze e delle reti in nazionale ― Colombia | Cronologia completa delle presenze e delle reti in nazionale ― Colombia | Cronologia completa delle presenze e delle reti in nazionale ― Colombia | Cronologia completa delle presenze e delle reti in nazionale ― Colombia | Cronologia completa delle presenze e delle reti in nazionale ― Colombia | Cronologia completa delle presenze e delle reti in nazionale ― Colombia | Cronologia completa delle presenze e delle reti in nazionale ― Colombia | Cronologia completa delle presenze e delle reti in nazionale ― Colombia |
| Data                                                                    | Città                                                                   | In casa                                                                 | Risultato                                                               | Ospiti                                                                  | Competizione                                                            | Reti                                                                    | Note                                                                    |
| ----------------------------------------------------------------------- | ----------------------------------------------------------------------- | ----------------------------------------------------------------------- | ----------------------------------------------------------------------- | ----------------------------------------------------------------------- | ----------------------------------------------------------------------- | ----------------------------------------------------------------------- | ----------------------------------------------------------------------- |
| 12-9-2007                                                               | Bogotà                                                                  | Colombia                                                                | 1 – 0                                                                   | Paraguay                                                                | Amichevole                                                              | -                                                                       |                                                                         |
| 6-2-2008                                                                | Montevideo                                                              | Uruguay                                                                 | 2 – 2                                                                   | Colombia                                                                | Amichevole                                                              | -                                                                       |                                                                         |
| 29-5-2008                                                               | Londra                                                                  | Irlanda                                                                 | 1 – 0                                                                   | Colombia                                                                | Amichevole                                                              | -                                                                       |                                                                         |
| 3-6-2008                                                                | Saint-Denis                                                             | Francia                                                                 | 1 – 0                                                                   | Colombia                                                                | Amichevole                                                              | -                                                                       |                                                                         |
| 14-6-2008                                                               | Lima                                                                    | Perù                                                                    | 1 – 1                                                                   | Colombia                                                                | Qual. Mondiali 2010                                                     | -                                                                       |                                                                         |
| 11-2-2009                                                               | Pereira                                                                 | Colombia                                                                | 2 – 0                                                                   | Haiti                                                                   | Amichevole                                                              | -                                                                       |                                                                         |
| 28-3-2009                                                               | Bogotà                                                                  | Colombia                                                                | 2 – 0                                                                   | Bolivia                                                                 | Qual. Mondiali 2010                                                     | -                                                                       |                                                                         |
| 31-3-2009                                                               | Puerto Ordaz                                                            | Venezuela                                                               | 2 – 0                                                                   | Colombia                                                                | Qual. Mondiali 2010                                                     | -                                                                       |                                                                         |
| 6-6-2009                                                                | Buenos Aires                                                            | Argentina                                                               | 1 – 0                                                                   | Colombia                                                                | Qual. Mondiali 2010                                                     | -                                                                       |                                                                         |
| 10-6-2009                                                               | Medellín                                                                | Colombia                                                                | 1 – 0                                                                   | Perù                                                                    | Qual. Mondiali 2010                                                     | -                                                                       |                                                                         |
| 10-10-2009                                                              | Medellín                                                                | Colombia                                                                | 2 – 4                                                                   | Cile                                                                    | Qual. Mondiali 2010                                                     | -                                                                       |                                                                         |
| 14-10-2009                                                              | Asunción                                                                | Paraguay                                                                | 2 – 0                                                                   | Colombia                                                                | Qual. Mondiali 2010                                                     | -                                                                       |                                                                         |
| 27-5-2010                                                               | Johannesburg                                                            | Sudafrica                                                               | 2 – 1                                                                   | Colombia                                                                | Amichevole                                                              | -                                                                       |                                                                         |
| 30-5-2010                                                               | Milton Keynes                                                           | Nigeria                                                                 | 1 – 1                                                                   | Colombia                                                                | Amichevole                                                              | -                                                                       |                                                                         |
| 29-3-2011                                                               | L'Aia                                                                   | Colombia                                                                | 0 – 2                                                                   | Cile                                                                    | Amichevole                                                              | -                                                                       |                                                                         |
| 16-10-2012                                                              | Barranquilla                                                            | Colombia                                                                | 3 – 0                                                                   | Camerun                                                                 | Amichevole                                                              | -                                                                       |                                                                         |
| 7-6-2013                                                                | Buenos Aires                                                            | Argentina                                                               | 0 – 0                                                                   | Colombia                                                                | Qual. Mondiali 2014                                                     | -                                                                       | 26’                                                                     |
| 15-10-2013                                                              | Asunción                                                                | Paraguay                                                                | 1 – 2                                                                   | Colombia                                                                | Qual. Mondiali 2014                                                     | -                                                                       |                                                                         |
| 14-11-2013                                                              | Bruxelles                                                               | Belgio                                                                  | 0 – 2                                                                   | Colombia                                                                | Amichevole                                                              | -                                                                       |                                                                         |
| 19-11-2013                                                              | Amsterdam                                                               | Paesi Bassi                                                             | 0 – 0                                                                   | Colombia                                                                | Amichevole                                                              | -                                                                       |                                                                         |
| 31-5-2014                                                               | Buenos Aires                                                            | Colombia                                                                | 2 – 2                                                                   | Senegal                                                                 | Amichevole                                                              | -                                                                       |                                                                         |
| 6-6-2014                                                                | Buenos Aires                                                            | Colombia                                                                | 3 – 0                                                                   | Giordania                                                               | Amichevole                                                              | -                                                                       |                                                                         |
| 14-6-2014                                                               | Belo Horizonte                                                          | Colombia                                                                | 3 – 0                                                                   | Grecia                                                                  | Mondiali 2014 - 1º turno                                                | -                                                                       |                                                                         |
| 19-6-2014                                                               | Brasilia                                                                | Colombia                                                                | 2 – 1                                                                   | Costa d'Avorio                                                          | Mondiali 2014 - 1º turno                                                | -                                                                       |                                                                         |
| 28-6-2014                                                               | Rio de Janeiro                                                          | Colombia                                                                | 2 – 0                                                                   | Uruguay                                                                 | Mondiali 2014 - Ottavi di finale                                        | -                                                                       |                                                                         |
| 4-7-2014                                                                | Fortaleza                                                               | Brasile                                                                 | 2 – 1                                                                   | Colombia                                                                | Mondiali 2014 - Quarti di Finale                                        | -                                                                       |                                                                         |
| 5-9-2014                                                                | Miami Gardens                                                           | Brasile                                                                 | 1 – 0                                                                   | Colombia                                                                | Amichevole                                                              | -                                                                       |                                                                         |
| 14-10-2014                                                              | New Jersey                                                              | Canada                                                                  | 0 – 1                                                                   | Colombia                                                                | Amichevole                                                              | -                                                                       |                                                                         |
| 18-11-2014                                                              | Lubiana                                                                 | Slovenia                                                                | 0 – 1                                                                   | Colombia                                                                | Amichevole                                                              | -                                                                       |                                                                         |
| 6-6-2015                                                                | Buenos Aires                                                            | Colombia                                                                | 1 – 0                                                                   | Costa Rica                                                              | Amichevole                                                              | -                                                                       |                                                                         |
| 14-6-2015                                                               | Rancagua                                                                | Colombia                                                                | 0 – 1                                                                   | Venezuela                                                               | Coppa America 2015 - 1º turno                                           | -                                                                       |                                                                         |
| 17-6-2015                                                               | Santiago del Cile                                                       | Brasile                                                                 | 0 – 1                                                                   | Colombia                                                                | Coppa America 2015 - 1º turno                                           | -                                                                       |                                                                         |
| 21-6-2015                                                               | Temuco                                                                  | Colombia                                                                | 0 – 0                                                                   | Perù                                                                    | Coppa America 2015 - 1º turno                                           | -                                                                       | 8’                                                                      |
| 26-6-2015                                                               | Viña del Mar                                                            | Argentina                                                               | 0 – 0 (5 – 4 dtr)                                                       | Colombia                                                                | Coppa America 2015 - Quarti di finale                                   | -                                                                       |                                                                         |
| 8-9-2015                                                                | Harrison                                                                | Colombia                                                                | 1 – 1                                                                   | Perù                                                                    | Amichevole                                                              | -                                                                       | 66’                                                                     |
| 8-10-2015                                                               | Barranquilla                                                            | Colombia                                                                | 2 – 0                                                                   | Perù                                                                    | Qual. Mondiali 2018                                                     | -                                                                       |                                                                         |
| 14-10-2015                                                              | Montevideo                                                              | Uruguay                                                                 | 3 – 0                                                                   | Colombia                                                                | Qual. Mondiali 2018                                                     | -                                                                       |                                                                         |
| 13-11-2015                                                              | Santiago del Cile                                                       | Cile                                                                    | 1 – 1                                                                   | Colombia                                                                | Qual. Mondiali 2018                                                     | -                                                                       | 49’                                                                     |
| 17-11-2015                                                              | Barranquilla                                                            | Colombia                                                                | 0 – 1                                                                   | Argentina                                                               | Qual. Mondiali 2018                                                     | -                                                                       | 25’                                                                     |
| 29-3-2016                                                               | Barranquilla                                                            | Colombia                                                                | 3 – 0                                                                   | Ecuador                                                                 | Qual. Mondiali 2018                                                     | -                                                                       |                                                                         |
| 28-5-2016                                                               | Miami                                                                   | Colombia                                                                | 3 – 1                                                                   | Haiti                                                                   | Amichevole                                                              | -                                                                       | 53’                                                                     |
| 4-6-2016                                                                | Santa Clara                                                             | Stati Uniti                                                             | 0 – 2                                                                   | Colombia                                                                | Coppa America Centenario - 1º turno                                     | 1                                                                       |                                                                         |
| 8-6-2016                                                                | Pasadena                                                                | Colombia                                                                | 2 – 1                                                                   | Paraguay                                                                | Coppa America Centenario - 1º turno                                     | -                                                                       |                                                                         |
| 17-6-2016                                                               | East Rutherford                                                         | Perù                                                                    | 0 – 0 (2 – 4 dtr)                                                       | Colombia                                                                | Coppa America Centenario - Quarti di finale                             | -                                                                       | 66’                                                                     |
| 22-6-2016                                                               | Chicago                                                                 | Colombia                                                                | 0 – 2                                                                   | Cile                                                                    | Coppa America Centenario - Semifinale                                   | -                                                                       |                                                                         |
| 25-6-2016                                                               | Glendale                                                                | Stati Uniti                                                             | 0 – 1                                                                   | Colombia                                                                | Coppa America Centenario - Finale 3º posto                              | -                                                                       |                                                                         |
| 23-3-2017                                                               | Barranquilla                                                            | Colombia                                                                | 1 – 0                                                                   | Bolivia                                                                 | Qual. Mondiali 2018                                                     | -                                                                       |                                                                         |
| 28-3-2017                                                               | Quito                                                                   | Ecuador                                                                 | 0 – 2                                                                   | Colombia                                                                | Qual. Mondiali 2018                                                     | -                                                                       | 40’                                                                     |
| 7-6-2017                                                                | Murcia                                                                  | Spagna                                                                  | 2 – 2                                                                   | Colombia                                                                | Amichevole                                                              | -                                                                       |                                                                         |
| 13-6-2017                                                               | Getafe                                                                  | Camerun                                                                 | 0 – 4                                                                   | Colombia                                                                | Amichevole                                                              | -                                                                       |                                                                         |
| 31-8-2017                                                               | San Cristóbal                                                           | Venezuela                                                               | 0 – 0                                                                   | Colombia                                                                | Qual. Mondiali 2018                                                     | -                                                                       |                                                                         |
| 5-9-2017                                                                | Barranquilla                                                            | Colombia                                                                | 1 – 1                                                                   | Brasile                                                                 | Qual. Mondiali 2018                                                     | -                                                                       |                                                                         |
| 6-10-2017                                                               | Barranquilla                                                            | Colombia                                                                | 1 – 2                                                                   | Paraguay                                                                | Qual. Mondiali 2018                                                     | -                                                                       | 27’                                                                     |
| 10-11-2017                                                              | Suwon                                                                   | Corea del Sud                                                           | 2 – 1                                                                   | Colombia                                                                | Amichevole                                                              | 1                                                                       |                                                                         |
| 27-3-2018                                                               | Londra                                                                  | Colombia                                                                | 0 – 0                                                                   | Australia                                                               | Amichevole                                                              | -                                                                       |                                                                         |
| 3-7-2018                                                                | Tušino                                                                  | Colombia                                                                | 1 – 1 dts (3 – 4 dtr)                                                   | Inghilterra                                                             | Mondiali 2018 - Ottavi di finale                                        | -                                                                       | 116’                                                                    |
| 4-6-2019                                                                | Bogotà                                                                  | Colombia                                                                | 3 – 0                                                                   | Panama                                                                  | Amichevole                                                              | -                                                                       |                                                                         |
| 23-6-2019                                                               | Salvador de Bahia                                                       | Colombia                                                                | 1 – 0                                                                   | Paraguay                                                                | Coppa America 2019 - 1º turno                                           | -                                                                       |                                                                         |
| Totale                                                                  |                                                                         | Presenze                                                                | 58                                                                      |                                                                         | Reti                                                                    | 2                                                                       |                                                                         |

## Palmarès

### Club

#### Competizioni statali
- Campionato Baiano: 1

Vitoria: 2024

#### Competizioni nazionali
- Supercoppa italiana: 1

Milan: 2016
- Súper Liga: 1

Atlético Nacional: 2023

### Nazionale
- Campionato sudamericano Under-20: 1

2005